# Emilio de'Cavalieri

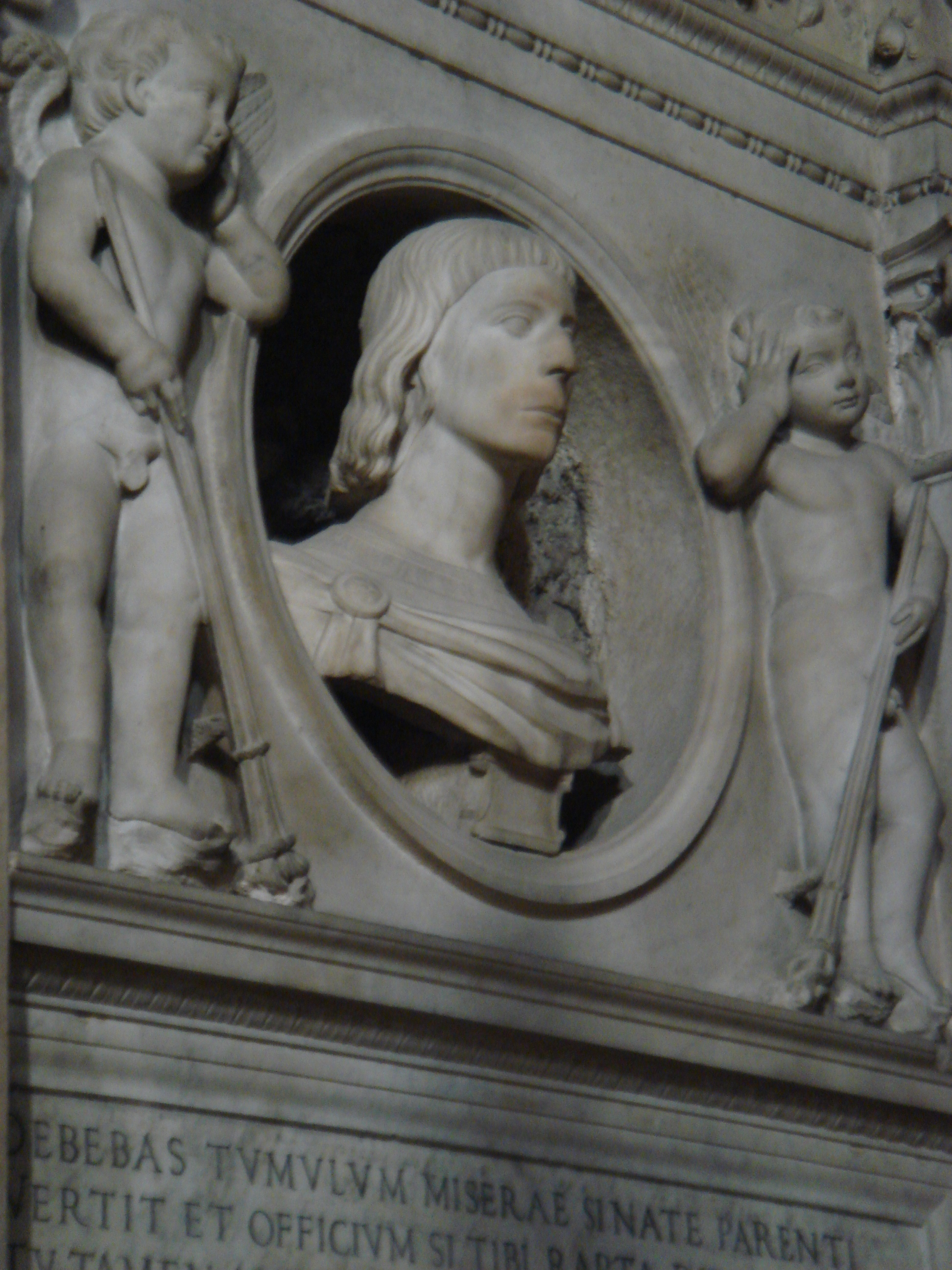
Buste van Emilio de' Cavalieri, in de Santa Maria in Aracoeli te Rome

Emilio de'Cavalieri (Rome, ongeveer 1550 - aldaar, 11 maart 1602) was een Italiaans componist. Ook was hij diplomaat, organist, choreograaf en danser.
Hij was een telg uit een aristocratische en muzikale familie. Tijdens zijn werk in Rome raakte hij bevriend met kardinaal Ferdinando de' Medici. Nadat deze in 1587 zijn broer opvolgde als Groothertog van Toscane nam hij Emilio in 1588 mee naar Florence, waar hij leiding gaf aan musici, kunstenaars en ambachtslieden. Zijn grote kracht lag in het componeren van intermedi, een soort grootse theaterstukken met muziek en dans tussen de actes, en aldus een voorloper van de opera. Deze intermedi werden opgevoerd bij belangrijke festiviteiten, zoals huwelijken.
In de jaren 90 van de 16e eeuw reisde hij veelvuldig als diplomaat naar Rome, maar ging door met zijn werk als componist. Het was te Rome waar hij de Rappresentazione di Anima e di Corpo voor het eerst opvoerde, en wel in februari 1600. Dit werk wordt wel beschouwd als het eerste oratorium. Het is de'Cavalieri's beroemdste werk geworden.
Andere werken zijn madrigalen, en klaagliederen die gebaseerd zijn op de profeet Jeremia.

## Externe bron
- Bij dit artikel is gebruikgemaakt van de Engelstalige Wikipedia.

- Bibsys: 4059336
- Biblioteca Nacional de España: XX1772618
- Bibliothèque nationale de France: cb13893075f (data)
- Gemeinsame Normdatei: 122737512
- International Standard Name Identifier: 0000 0001 0891 9239
- Library of Congress Control Number: n85177099
- Nationale Bibliotheek van Letland: 000067238
- MusicBrainz: 9fb279b7-74bf-456d-bc53-306e7d9e5c75
- Nationale Bibliotheek van Tsjechië: xx0015126
- Nationale bibliotheek van Australië: 35723363
- Nationale Bibliotheek van Israël: 987007285258305171
- Nationale Bibliotheek van Polen: a0000001771011
- Nederlandse Thesaurus van Auteursnamen: 071387617
- Istituto Centrale per il Catalogo Unico: SBLV064586
- LIBRIS: 278242
- SNAC: w6t164n2
- Système universitaire de documentation: 071365044
- Trove: 1058818
- Virtual International Authority File: 42024945
- WorldCat: E39PBJyX4jXtwc3RDy8qBHVjYP